# (13180) Fourcroy
(13180) Fourcroy est un astéroïde de la ceinture principale.

## Description
(13180) Fourcroy est un astéroïde de la ceinture principale. Il fut découvert le 18 avril 1996 à La Silla par Eric Walter Elst. Il présente une orbite caractérisée par un demi-grand axe de 3,20 UA, une excentricité de 0,11 et une inclinaison de 7,0° par rapport à l'écliptique.

## Compléments